# Jakob Josef Ziegler

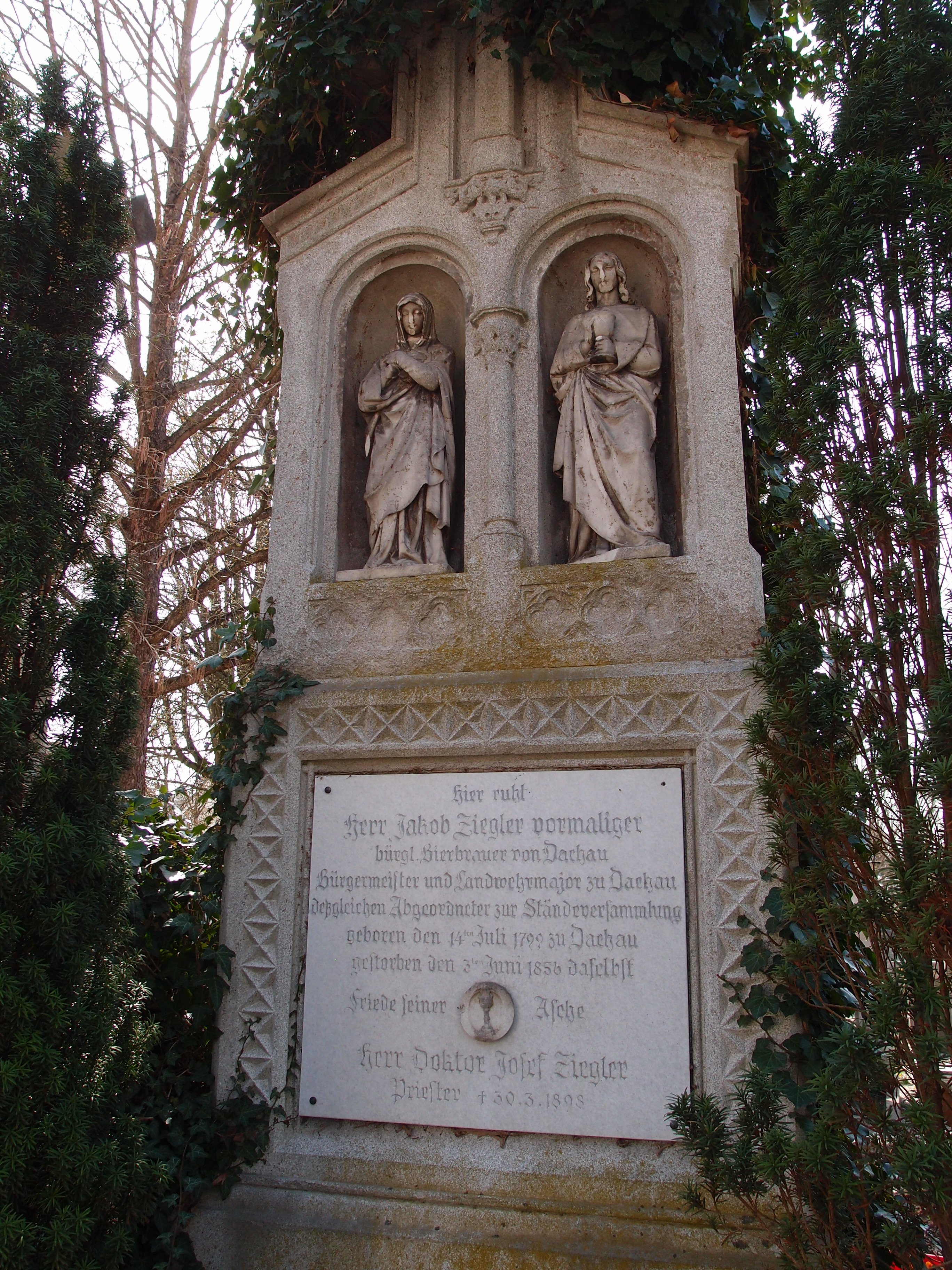
Grab von Jakob Ziegler auf dem Stadtfriedhof von Dachau, Bayern

Jakob Josef Ziegler (* 14. Juli 1798 in Dachau; † 3. Juni 1856 ebenda) war ein bayerischer Bierbrauer, Gastronom und Politiker.
Jakob Josef Ziegler wurde als Sohn des Bierbrauers und Bürgers Johann Evangelist Ziegler geboren. Er war ein Schwiegersohn des früheren Landtagsabgeordneten Franz Xaver Wieninger. 1820 übernahm er den elterlichen Steigerbräu, der nach seinem Tod auf seinen Sohn Johann Baptist (1827–1861), nach dessen Tod auf den jüngsten Sohn Eduard (1840–1901) überging. Ein anderer Sohn, Josef (1836–1868; Sterbejahr auf dem Grabstein verschrieben), wurde Priester.
Neben seiner gastronomischen Tätigkeit war Ziegler auch politisch tätig. Er gehörte der bayerischen Kammer der Abgeordneten von 1840 bis 1848 an. 1839 wurde er als „sehr wohlhabend“ und „von den besten religiösen Gesinnungen und politischen Ansichten“ charakterisiert.